# Antiblemma stictogyna
Antiblemma stictogyna är en fjärilsart som beskrevs av George Francis Hampson 1926. Antiblemma stictogyna ingår i släktet Antiblemma och familjen nattflyn. Inga underarter finns listade i Catalogue of Life.